# Vatrop

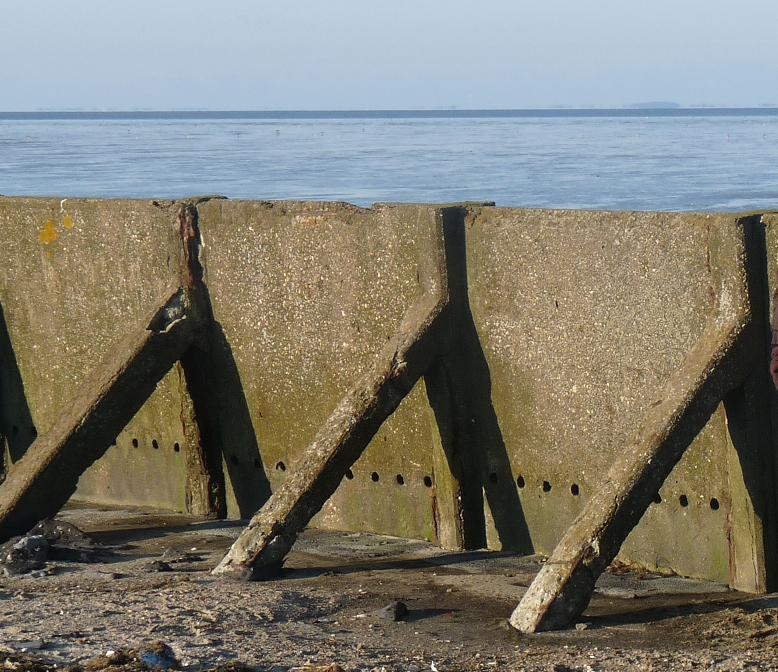
oude stormkering

Vatrop is een buurt in de gemeente Hollands Kroon in de provincie Noord-Holland.
Vatrop ligt ten oosten van Stroe en ten noordwesten van Oosterland. Net als Stroe is Vatrop een van de oudste woonkernen van Wieringen.
In de 10e eeuw was er sprake van een plaats Varoth, maar of dat precies de ligging heeft als het huidige Vatrop is niet duidelijk. Van een andere naam, Fotrapa, die toen werd gebruikt, is niet bekend of men daarmee Varoth bedoelde.
Over de oorsprong van de plaatsnaam zijn meerdere versies bekend. Zo kan het Faroth van oorsprong zijn, en dat betekent kuststroming of gewone stroming. En dan zou later, omdat het toen een dorp werd, veranderd zijn in Vertrop (trop betekent dorp). Ook wordt gedacht aan een ver gelegen dorp. Ook is het mogelijk Oud-Scandinavisch, en dan zou het dorp bij het water betekenen. Uit archeologische vondsten valt wel op te maken dat er heel vroeg en lang bewoning moet zijn geweest in het gebied.
Over Vatrop bestaat ook de mythe van een klooster, dat via een ondergronds gangenstelsel in verbinding zou hebben gestaan met de kerk van Oosterland, zo rond 1700 en 1800. Maar er is van zowel het klooster als het gangenstelsel niets teruggevonden.
Wat wel heeft bestaan is een grote vismeelfabriek. Deze was tot in jaren 1960 gevestigd in Vatrop. De fabriek werd opgeheven en weinig mensen waren het daar mee oneens, want zo'n fabriek gaf stankoverlast. Toch werd er in de jaren 1970 een plan tot heropening op tafel gelegd. Er werd na veel moeite een gedeelte van de fabriek verbouwd tot een modernere versie, maar kort na opening ervan brandde de gehele fabriek af. Daarna werd nooit meer echt gedacht aan herbouw ervan.

## Bezienswaardigheden
Bij Vatrop kan men nog een deel van de oude stormkeringen zien. Deze bestaat uit betonnen borstweringen. De stormkeringen moesten Wieringen beter beschermen tegen het woeste water van de Waddenzee. Tegenwoordig ligt er ook een dijk op deltahoogte. Op de dijk kan men heel mooi uitkijken op het Wad. Bij Vatrop ligt ook een natuurgebied dat is ontstaan door dat men de kleigrond weg haalde voor dijkbouw, er bleef uiteindelijk een grote kleiput over en dit werd uiteindelijk een natuurgebied.
Dorpen en gehuchten: Anna Paulowna · Barsingerhorn · Breezand · Den Oever · Haringhuizen · Hippolytushoef · De Haukes · Kleine Sluis · Kolhorn · Kreil · Kreileroord · Lutjewinkel · Middenmeer · Moerbeek · Nieuwe Niedorp · Nieuwesluis · Oosterklief · Oosterland · Oude Niedorp · Slootdorp · Smerp · Stroe · De Strook · Terdiek · Tolke (deels) · Van Ewijcksluis · Vatrop · 't Veld · Verlaat (deels) · Westerklief · Westerland · Wieringerwaard · Wieringerwerf · Winkel · Zijdewind

Buurtschappen: Blokhuizen · Dam · De Belt · De Bomen · De Elft · Emaus · Gelderse Buurt · De Gest · Groetpolder · Hanedoes · De Heid · De Hoelm · Hogebieren · Hollebalg · De Kampen · Langereis (deels) · De Leijen · Lutjekolhorn · Mientbrug · Noord-Stroe · Noordburen · Noorderbuurt · De Normer · Poolland · Spoorbuurt · Tin · Vennik (deels) · Wateringskant · De Weel (deels) · De Weere · Westeinde  · Zandburen

Noord-Holland: Steden en dorpen    Nederland: Provincies · Gemeenten